# Rosinka (przystanek kolejowy)
Rosinka (ros. Росинка) – przystanek kolejowy w lasach, w rejonie łużskim, w obwodzie leningradzkim, w Rosji. Położony jest na linii dawnej Kolei Warszawsko-Petersburskiej, w oddaleniu od osad ludzkich. Najbliższą miejscowością jest Mszynskaja, ok. 1,6 km od przystanku znajduje się osiedle dacz.